# 1. Mojzesova knjiga
1. Mojzesova knjiga (iz grščine Γένεσις, Génesis; biblijskohebrejsko בְּרֵאשִׁית‎, latinizirano: Bərēʾšīṯ, dob. 'Na začetku'; latinsko Liber Genesis; kratica 1 Mz) je prva knjiga Stare zaveze. Njeno ime izvira iz prvih besed knjige: »V začetku…« Geneza pripoveduje o prvotni zgodovini sveta (1 Mz 1-11) in o patriarhalni zgodovini Izraelcev (1 Mz 12-50). 

## Vsebina
Prvotna zgodovina obsega poznane zgodbe o Stvarjenju, Rajskem vrtu, Kajnu in Ablu, Noetu, Vesoljnem potopu in o Babilonskem stolpu. Patriarhalna zgodovina se začne z obljubo Boga Abrahamu, da »Iz tebe bom naredil velik narod« (1 Mz 12,2) in pripoveduje zgodbe o Abrahamu (1 Mz 12-25) in njegovih potomcih: Izak in njegova brata dvojčka Ezav in Jakob (1 Mz 26-36); o Jakobovi družini, katere najpomembnejša figura je Jožef (1 Mz 37-50). Njegova zgodba nam pove, kako so Izraelci prišli v Egipt. Njihova osvoboditev je opisana v knjigi, ki sledi, Exodus. Geneza mora biti obravnavana kot del skupine tekstov, ki jih tradicionalno povezujemo v prvih pet knjig Svetega Pisma, imenovanih Tora ali Pentatevh.

## Tri »struje«
Znanstveniki so identificirali tri književne tradicije v Genezi, tako kot v Devteronomiju, in jih po navadi imenujejo jahvistična, elohistična in duhovniška struja. Jahvistična struja, poimenovana po Jehovi, Bogu, je judovsko izročilo svete zgodbe, verjetno napisane okrog leta 950 pr. n. š. Elohistična struja, ki označuje Boga kot Elohima in jo je mogoče zaslediti v severnem izraelskem kraljestvu, je bila zapisana v letih 900−700 pr. n. št. Duhovniška struja, imenovana zaradi svojih kultnih interesov in pravil za duhovnike, je po navadi datirana v petem stoletju p. n. št. in je upoštevana kot zakonik, po katerem sta Ezra in Nehemija izvedla svojo reformo. Ker vsaka od teh struj vsebuje material, ki je veliko starejši od časa, ko je bil zbran v pisno obliko, vsebuje Geneza zelo stare pisne in besedne tradicije.

## Apokrifi geneze
Poznamo še psevdoepigrafsko delo, Apokrif Geneze (ni priznan z nobenim kanonom ali zapisom), eno najpomembnejših del esenskih Judov, katerih del knjižnice je bil odkrit leta 1947 v jamah Kumrana blizu Mrtvega morja (Kumranski rokopisi). Zadnji od sedmih zvitkov, ki so bili najdeni v Jami I. je tudi najslabše ohranjen. Raziskave celotnega zvitka so pokazale, da je to zbirka apokriptičnih polepšav oseb iz Geneze in ne, kakor so sprva mislili, dolgo izgubljena »Lamehova apokalipsa«. Zvitek je sestavljen iz štirih delov: zgodba o Lamehu (stolpci 1-5), zgodba o Noetu (stolpci 6-15), tabela Narodov (stolpca 16 in 17) in zgodba o Abrahamu (stolpci 18-22). To delo je lep primer esenske biblične eksegeze in kaže veliko podobnost s psevdoepigrafsko Knjigo Jubilejev (ki predstavlja zelo domiselno verzijo Geneze). Čeprav se njuni izračuni razlikujejo, imata knjigi skupen interes v koledarju. Ker zvitek vsebuje besedilo, ki se nanaša na tisto, najdeno v Prvi Enohovi knjigi, obstaja možnost, da je Apokrif Geneze vir za Knjigo Jubilejev in 1. Enohovo knjigo. Napisan je bil v Palestini v aramejščini in je najzgodnejši primer psevdoepigrafskega dela v tem jeziku. Zelo pomemben je za študij lingvističnega razvoja. Napisan je ali v 1. stoletju pr. n. š. ali v 1. stoletju n. š.

## Eridu Geneza
V verski literaturi Mezopotamije se je staro-sumerska epika v glavnem ukvarjala z nastankom sveta, gradnjo mest in s Potopom. V epu preberemo, da je vesolje nastalo iz prvobitnega morja, rodili so se bogovi, ki so navadili človeka obdelovati zemljo, skrbeti za živino in kontinuirano častiti bogove. Kmalu so bila zgrajena mesta in nastale so kraljevine kot institucije. Iz nekega razloga pa so se bogovi odločili uničiti ljudi s potopom. Enki (akadsko Ea), ki se ni strinjal s to odločitvijo, je to odkril Ziusudri (Utnapishtim-u), človeku, znanemu po svojem usmiljenju in poslušnosti. Ziusudra je po Enkijevem ukazu postavil veliko ladjo, s katero je uspešno izplul iz poplave. Nato se je vrgel na tla pred bogovoma An (Anu) in Enlil (Bel) in kot nagrado za njegovo kvalitetno življenje je Ziusudra dobil nesmrtnost. 